# Plectranthias maculicauda
Plectranthias maculicauda är en fiskart som först beskrevs av Regan, 1914.  Plectranthias maculicauda ingår i släktet Plectranthias och familjen havsabborrfiskar. Inga underarter finns listade i Catalogue of Life.